# Joachim Friedrich Wilhelm von Oppen
Joachim Friedrich Wilhelm von Oppen (* 1747 in Berlin; † 19. Oktober 1815 ebenda) war preußischer Generalmajor und Kommandeur der mobilen Artillerie in Berlin.

## Leben

### Militärkarriere
Oppen, der wie sein Bruder unehelich geboren wurde, trat am 17. Dezember 1763 in das Korps der Feldartillerie der Preußischen Armee ein und avancierte Mitte September 1772 zum Sekondeleutnant. 1778/79 nahm er am Bayerischen Erbfolgekrieg teil und stieg bis Ende Juli 1793 zum Stabskapitän auf. 1794 wurde er Professor für Mathematik an der Artillerieschule. Am 8. Oktober 1797 wurde er zum Kapitän und Kompaniechef ernannt, seit 1802 war er auch Mitglied der Militärischen Gesellschaft. Er wurde am 7. August 1802 Major und am 7. Mai 1805 zum Stabsoffizier bei der reitenden Artillerie in Königsberg ernannt. Im Vierten Koalitionskrieg kämpfte er bei der Verteidigung von Danzig, wofür er am 19. Juni 1807 den Orden Pour le Mérite erhielt.
Am 22. Juni 1808 wurde Oppen zum Instrukteur für die Übungen der Artillerie ernannt und am 1. August 1808 kam er zur Untersuchungskommission für die Kriegsereignisse. Der König schrieb in seiner Begründung, „da Ihr mir als ein wissenschaftlich gebildeter Offizier und rechtschaffener Mann bekannt seid“. Dazu wurde er am 7. November 1809 zum Oberstleutnant mit Patent vom 14. November 1808 befördert. Am 21. Februar 1809 wurde er Brigadier der preußischen Artillerie-Brigade und am 5. Mai 1809 erhielt er den Orden der Heiligen Anna II. Klasse. Zusätzlich wurde er am 30. November 1809 Präses der Militär-Examinations-Kommission in Königsberg. Dafür wurde er am 4. Dezember 1809 von seiner Stellung in der Untersuchungskommission entbunden. Am 4. Februar 1811 erhielt er seine Beförderung zum Oberst mit Patent vom 9. Februar 1811.
Während des Russlandfeldzuges wurde Oppen am 10. März 1812 Artillerieoffizier der Festung Graudenz. Noch im Vorfeld der Befreiungskriege wurde er am 27. Februar 1813 mit dem Charakter als Generalmajor und einer Pension von 800 Talern Gnadengehalt aus dem aktiven Dienst entlassen. Er trat daraufhin die Nachfolge des Generals von Pontanus als Präses der Artillerieprüfungskommission an und erhielt zur Feier seines 50-jährigen Dienstjubiläums am 14. Dezember 1813 den Roten Adlerorden III. Klasse. Am 27. Mai 1814 wurde er noch Kommandeur der mobilen Artillerie in Berlin, blieb aber weiter auch Präses der Prüfungskommission. Er starb am 19. Oktober 1815 in Berlin und wurde am 23. Oktober 1815 auf dem Garnisonfriedhof beigesetzt.

### Familie
Oppen heiratete am 13. Mai 1790 in Berlin Karoline Luise Wagen (1758–1841). Das Paar hatte mehrere Kinder:
- Karl Friedrich Wilhelm (1778–1814), Schüler von Scharnhorst, 1810/12 in spanischen Diensten, gefallen als Oberstleutnant im Generalstab im Gefecht bei Etoges
- Friederike Karoline (* 1781)
- Heinrich Johann Joachim (* 1783), Oberstleutnant a. D.
- Kasimir Friedrich (1785–1814), Premierleutnant, gefallen bei Reims als Kommandeur der 7pfünder Haubitzenbatterie
- Maria Karoline (1788–1799)
- Charlotte Antoinette (* 1791)
- Anna Luise Juliane (* 1793) ⚭ 1811 Friedrich Karl Gause, Oberstleutnant der Artillerie a. D., Postmeister in Gumbinnen
- Wilhelmine Dorothea (* 7. Juli 1794)
- Auguste Juliane (* 1797)
- Johann August Ferdinand (1799–1800)